# ह
Cette page contient des caractères spéciaux ou non latins. S’ils s’affichent mal (▯, ?, etc.), consultez la page d’aide Unicode.
ह, appelé ha et transcrit h, est une consonne de l’alphasyllabaire devanagari.

## Représentations informatiques
Ses Unicode sont :
| formes | représentations | chaînes de caractères | points de code | descriptions                                    |
| ------ | --------------- | --------------------- | -------------- | ----------------------------------------------- |
| pleine | ह               | ह                     | U+0939         | lettre devanagari ha                            |
| morte  | ह्               | ह◌्                    | U+0939 U+094D  | lettre devanagari ha, symbole devanagari virama |